# Roter Zipfelkäfer
Der Rote Zipfelkäfer (Anthocomus rufus, Synonym: Anthocomus coccineus) ist ein Käfer aus der Familie der Zipfelkäfer. Man findet den knapp fünf Millimeter großen Käfer im Herbst auf blühendem Schilfrohr. Deswegen wird er auch Herbst-Zipfelkäfer genannt. Außerdem findet man den Namen Roter Warzenkäfer.

## Bemerkungen zum Namen
Die Art wurde durch Herbst 1786 unter dem Namen Malachius rufus beschrieben. Bereits 1783 hatte Schaller die Art unter dem Namen Cantharis coccineus beschrieben. Sowohl coccineus (lat. scharlachrot) als auch rufus (lat. rot) beziehen sich auf die Farbe von Flügeldecken und Halsschildrand.
Die Gattung Malachius, die bereits 1785 von Fabricius aufgestellt wurde, trennte Erichson 1840 in zahlreiche Gattungen auf, zu denen auch Anthocomus gehörte.
Der Gattungsname Anthocomus (altgr. ανθοκόμος anthokómos) bedeutet Blumen hegend und steht für bunte Käfer.
Die Gattung Anthocomus ist in Europa mit zehn Arten, weltweit etwa mit vierzehn Arten vertreten.

## Merkmale des Käfers
Der längliche Körper besitzt ein nur schwach sklerotisiertes Außenskelett. Er ist undeutlich behaart und erreicht eine Länge von durchschnittlich knapp fünf Millimeter.
Der gestreckte schwarze Kopf ist leicht nach unten geneigt. Die Mundwerkzeuge zeigen nach vorn (Abb. 2). Die Oberkiefer haben eine zweizähnige Spitze. Die fadenförmigen Kiefertaster sind dreigliedrig, das Endglied ist spindelförmig und endet spitz (Abb. 5). Die Lippentaster sind kurz, das zweite und dritte Glied sind gleich lang. Die elfgliedrigen Fühler sind fadenförmig. Sie entspringen vor den Augen, nicht dazwischen.
Der Halsschild ist breiter als lang. An der Basis ist er fein gerandet und verjüngt sich abgerundet. Es ist schwarz und an den Seiten rot beziehungsweise rot mit einem breiten schwarzen Mittelstreifen. Rot und Schwarz sind nicht scharf gegeneinander begrenzt, sondern gehen fließend ineinander über.
Die Flügeldecken bedecken beim Weibchen den Hinterleib nur unvollständig. Sie sind nur wenig breiter als der Halsschild. Die innerhalb der Familie häufige doppelte Behaarung fehlt: Die Flügeldecken sind nur flaumartig anliegend behaart. Sie sind vom gleichen Rot wie die Ränder des Halsschildes. Um das Schildchen tritt gewöhnlich ein verschwommener schwarzer Fleck auf. Beim Weibchen sind die Flügeldecken nach hinten leicht erweitert, beim Männchen verlaufen sie fast parallel. An der Spitze der Flügeldecken befindet sich beim Männchen eine auffallende Struktur, die Excitator genannt wird (Abb. 4). Sie besteht aus einer schwarzen, kompliziert geschwungene Chitinleiste, die an einen Notenschlüssel erinnert, auf jeder Flügeldecke. Die Chitinleiste läuft in einem nach oben oder hinten gerichteten Haarschopf aus (in Abb. 4 weißlich), an dessen Basis ein Sekret austritt. Im Haarschopf wird das austretende Sekret kapillar aufgesaugt. Der Haarschopf wird vor der Mundhöhle des Weibchens präsentiert, wenn dieses hinter dem Männchen positioniert ist. Zusätzliche Porenfelder am Außenrand und an den Spitzen der Elytren entsprechen der Lage der Kiefertaster und der Lippentaster des Weibchens in gleicher Position.
Der Hinterleib hat sechs Segmente, das letzte (Pygidium) ist leicht ausgebuchtet.
Die Beine sind lang und schlank, die Tarsen fünfgliedrig. Die Krallen ermöglichen auch auf schwankenden Pflanzen einen sicheren Halt
| Abb. 2: Oberseite      | Abb. 4: Excitator am Ende der Flügel- decken (geschrumpftes Totmaterial) |
| Abb. 3: Seitenansicht  | Abb. 4: Excitator am Ende der Flügel- decken (geschrumpftes Totmaterial) |
| Abb. 5: Frontalansicht | Abb. 4: Excitator am Ende der Flügel- decken (geschrumpftes Totmaterial) |

## Biologie
Die Tiere sind tagaktiv und lieben die Sonne und die Wärme. Die Käfer fressen Pollen des Schilfes (Phragmites communis). Auch tote Insekten werden verzehrt, vorzugsweise Beutetiere der Schilfradspinne.
Die Käfer sind auf der Wirtspflanze oft massenweise anzutreffen und paaren sich auch dort. Der Paarung geht gewöhnlich eine sogenannte Geschmacksbalz (gustatorische Balz) voraus, wie sie nur bei den Zipfelkäfern anzutreffen ist.
Die Geschmacksbalz des Herbst-Zipfelkäfers weicht von der anderer Malachiiden ab. Wenn die Tiere nicht mit Fressen beschäftigt sind, laufen sowohl Männchen als auch Weibchen suchend umher. Erst auf geringe Entfernung wird ein Artgenosse als solcher erkannt und dessen Geschlecht registriert. Auf den Halmen kann dabei ein Weibchen von hinten auf ein Männchen auflaufen, ein Männchen ein Weibchen einholen oder beide treffen frontal aufeinander.
Im einfachsten Fall läuft das Weibchen auf das Hinterende des Männchens zu. Dann bleibt dies nicht selten einfach ruhig sitzen oder schiebt sich rückwärts den Mundwerkzeugen des Weibchens entgegen. Befindet sich das dagegen das Männchen hinter dem Weibchen, dann betastet ersteres mit seinen Fühlern den Hinterleib der Partnerin und beide drehen sich um 180 Grad, so dass sich das Körperende des Männchens vor den Kopf des Weibchens befindet.
Bei frontalem Aufeinandertreffen sind Fühlerkontakte im Unterschied zu verwandten Arten selten. Ein solches Aufeinandertreffen ist aggressionsauslösend. Wenn in natura solche Fühlerkontakte überhaupt vorkommen, sind sie kurz. Eine darauf folgende Drehung des Männchens um 180° ist nicht ruckartig, sondern eine langsame Kehrtwendung.
In allen drei Fällen wird die sogenannte „Knabberstellung“ erreicht, in dem sich das männliche Hinterende mit den Excitatoren vor den weiblichen Mundwerkzeugen befindet. Die Kiefer- und Lippentaster des Weibchens nehmen den Geruch der entsprechenden sekretorischen Felder auf den Flügeldecken des Männchens auf, der Haarbüschel erreicht den Mundraum des Weibchens und wird von diesem beknabbert.
Das Weibchen beißt nicht wie bei verwandten Arten heftig in den Excitator, sondern das Beknabbern erfolgt „genüsslich“ und dauert teilweise länger als zwei Minuten. Nur ausnahmsweise streichelt das Weibchen mit einem oder beiden Vorderbeinen dabei das männliche Körperende. Auch die vermutlich von Abwehrbewegungen abgeleiteten Bewegungen der Hinterbeine des Männchens verlaufen ohne Hast. Die dabei in charakteristischer Weise kreisenden Hinterbeine berühren gelegentlich den Kopf des Weibchens. Gleichzeitig schwingt der männliche Hinterleib gemächlich auf und ab. Dabei kommen Weibchen und Männchen in Kopulationsstimmung.
Als Besonderheit kann beim Herbst-Zipfelkäfer ein Rollentausch beobachtet werden. Das Männchen beknabbert die Enden der Flügeldecken des Weibchens, während dies mit den Hinterbeinen kreisende Bewegungen ausführt. Die Reizung erfolgt in diesem Fall nur taktil.
Bei der Kopulation reitet das Männchen nur unvollständig auf, indem es sich mit den Mittelbeinen am Flügeldeckenrand der Weibchen festhält. Nach einiger Zeit klappt das Männchen mit dem Vorderkörper nach hinten und das Paar nimmt die Stellung ein, die von den Maikäfern her bekannt ist. Die Kopulationsdauer beträgt maximal etwa 10 Minuten. Die Tiere lösen sich voneinander, indem sie sich mit den Hinterbeinen voneinander abstemmen. Die Kopulation kann auch ohne vorheriges Beknabbern erfolgen.
Art und Ort der Eiablage sind noch unbekannt.

## Verbreitung und Vorkommen
Die Art kommt in Europa nur begrenzt vor. Im Norden findet man sie in Schweden, nicht aber in Finnland. Westlich kommt sie in England, Frankreich, Spanien und Portugal vor, fehlt aber in den Beneluxstaaten. Im Osten verläuft die Grenze des Verbreitungsgebietes durch Polen, die Slowakei, Ungarn, Österreich und Italien.
Auch innerhalb ihres Verbreitungsgebietes ist das Vorkommen der Art nicht flächendeckend, sondern beschränkt sich auf sumpfige Gegenden.